# Operazione Annibale
L'operazione Annibale (in tedesco Unternehmen Hannibal) fu un'operazione militare condotta dalla Kriegsmarine tedesca finalizzata all'evacuazione via mare di truppe e profughi civili dalla Curlandia, dalla Prussia Orientale e dal Corridoio polacco a partire da metà gennaio fino al maggio del 1945, durante l'avanzata dell'Armata Rossa sovietica nella Prussia e nella Pomerania orientale.
L'offensiva della Prussia Orientale dei sovietici del 3º Fronte Bielorusso del generale Ivan Danilovič Černjachovskij iniziò il 13 gennaio 1945 e continuò con il 2º Fronte Bielorusso del maresciallo dell'Unione Sovietica Konstantin Rokossovskij nei giorni seguenti, isolando tra il 23 gennaio e il 10 febbraio 1945 la Prussia orientale dal resto del territorio tedesco. Il grand'ammiraglio tedesco Karl Dönitz progettò quindi un'imponente operazione di salvataggio via mare delle truppe e dei profughi civili rimasti intrappolati dall'avanzata sovietica, affidandone l'esecuzione all'ammiraglio Oskar Kummetz (comandante delle forze navali nel Mar Baltico) e al contrammiraglio Conrad Engelhardt (comandante della flotta trasporti della marina militare). Dönitz diede avvio all'operazione, denominata Annibale, con un radiomessaggio inviato da Gotenhafen, nella parte occupata della Polonia, il 23 gennaio 1945: l'obiettivo di Dönitz, come si legge nelle sue memorie scritte dopo la guerra, era quello di evacuare quante più persone possibile e di portarle lontano dai sovietici.
Fino al suo suicidio, Adolf Hitler insistette perché la guerra continuasse. L'ondata di sfollati civili tramutò l'operazione nella più grande evacuazione di emergenza via mare della storia: per un periodo di oltre 15 settimane fra le 494 e le 1 080 navi mercantili e da guerra di tutti i tipi, dai transatlantici alle imbarcazioni da pesca, trasportarono fuori dai territori accerchiati tra gli 800 000 e i 900 000 sfollati e 350 000 soldati, trasferendoli nella Germania settentrionale e nella Danimarca occupata dai tedeschi. L'operazione ebbe fine solo l'8 maggio 1945, con la fine della seconda guerra mondiale in Europa.

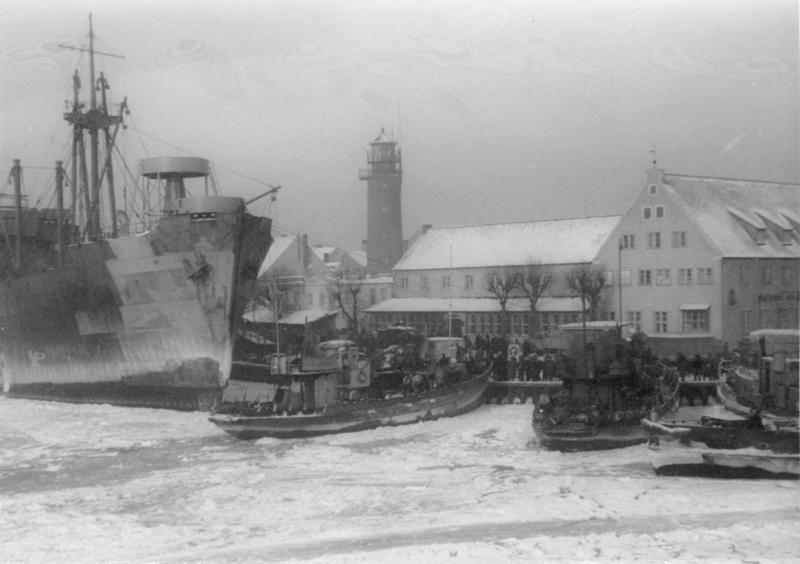
Sfollati dell' Ostpreußische nel porto di Pillau (26 gennaio 1945)

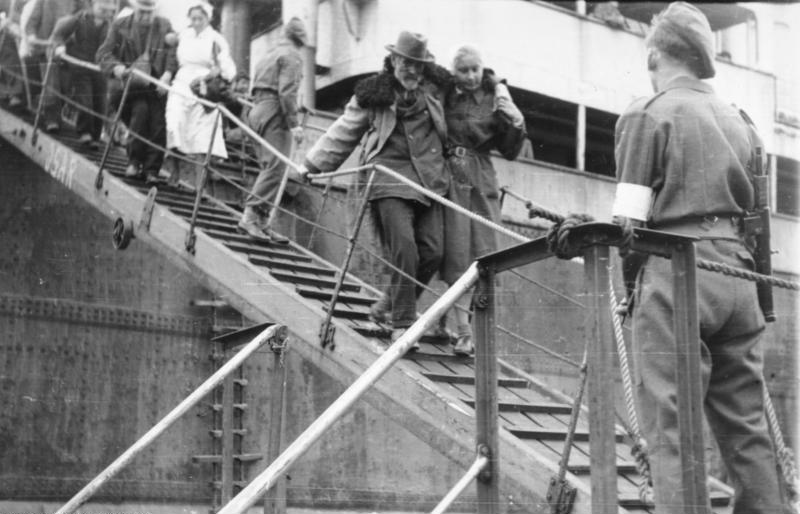
Rifugiati sbarcano in un porto sicuro